# Еміль Адольф фон Берінг
Емі́ль А́дольф фон Бе́рінг (15 березня 1854 , Лавіце, Kreis Rosenberg in Westpreußend, Західна Пруссія  — 31 березня 1917 , Марбург, Гессен-Нассау ) — німецький бактеріолог, вважається творцем імунології, перший лауреат Нобелівської премії з фізіології або медицини за 1901 рік.
Народився у багатодітній родині (сім'я мала 13 дітей, він був п'ятим) у родині вчителя. Закінчив військово-медичну школу в Берліні, служив у війську. З 1888 р. був асистентом Роберта Коха. Від 1895 року професор університету в Галле та Інституту Терапії у Марбурзі.

## Праці
Вперше показав, що сироватка крові імунізованих тварин має антитоксичні властивості. Разом з Кітасато Сібасабуро і незалежно від Еміля Ру створив сироватку, ефективну проти правця (1890) і дифтерії (1901). У наступні роки чимало працював над проблемою імунізації проти туберкульозу.
Був автором багатьох наукових праць, між іншим:
- Die praktischen Ziele der Blutserumtherapie (1892)
- Aetiologie und aetiologische Therapie des Tetanus (1904)
- Diphterie (1910)
- Einfuehrung in die Lehre von der Bekaempfung der Infektionskrankheiten (1912)

## Нагороди
- Орден Грифа (1895)
- Орден Корони (Пруссія) 2-го класу (1896) із зіркою (1916)
- Нобелівська премія з фізіології або медицини (1901)
- Орден Червоного орла 2-го класу (1912)
- Залізний хрест 2-го класу на білій стрічці для некомбатантів (1915) — за винайдення вакцини від правця, яка врятувала чимало солдатів під час Першої світової війни.
- Офіцер ордена Почесного Легіону (Франція)